# Polana melalbida
Polana melalbida är en insektsart som beskrevs av Delong 1979. Polana melalbida ingår i släktet Polana och familjen dvärgstritar. Inga underarter finns listade i Catalogue of Life.